# Palau Sant Jordi
Palau Sant Jordi (phát âm tiếng Catalunya: [pəˈlaw ˈsaɲ ˈʒɔɾði]) là một nhà thi đấu thể thao đa năng nằm ở Barcelona, Catalunya, Tây Ban Nha. Nhà thi đấu này là một phần của khu liên hợp thể thao Vòng Olympic. Nhà thi đấu được khánh thành vào năm 1990 và được thiết kế bởi kiến trúc sư người Nhật Bản Isozaki Arata. Sức chứa tối đa của nhà thi đấu là 17.960 người. Đây là nhà thi đấu lớn nhất ở Tây Ban Nha.
Palau Sant Jordi là một trong những địa điểm chính của Thế vận hội Mùa hè 1992. Tại Thế vận hội Mùa hè 1992, Palau Sant Jordi đã tổ chức các nội dung thi đấu môn thể dục nghệ thuật, chung kết môn bóng ném và chung kết môn bóng chuyền. Ngày nay, nhà thi đấu này được sử dụng cho nhiều sự kiện thể thao trong nhà cũng như các buổi hòa nhạc và các hoạt động văn hóa khác.